# Šavnik (priimek)
Šavnik je priimek več znanih Slovencev:
- Edvard Šavnik (1852- ?), zdravnik
- Fran Šavnik (1877- ?), lekarnar, društveni delavec
- Janko Šavnik, odvetnik, družabnik Josipa Vilfana
- Karel Šavnik (1874—1928), pravnik, stokovnjak za finance
- Karel Šavnik (1840—1922), župan in lekarnar v Kranju
- Leo Šavnik (1897—1968), zdravnik ginekolog in onkolog, univ. prof.
- Pavel Šavnik (1882—1924), zdravnik dermatolog
- Sebastijan Šavnik, lekarnar/farmacevt, župan Kranja
- Tomaž Šavnik (1908—2000), telovadec, športna gimnastika